# دانيال جاي توبين
دانيال جاي توبين (بالإنجليزية: Daniel J. Tobin)‏ هو نقابي أمريكي، ولد في 3 أبريل 1875 في مقاطعة كلير في جمهورية أيرلندا، وتوفي في 14 نوفمبر 1955 في إنديانابوليس في الولايات المتحدة.

## وصلات خارجية
- دانيال جاي توبين على موقع الموسوعة البريطانية (الإنجليزية)